# Изгибные волны
Изги́бные во́лны — упругие волны, представляющие собой распространяющиеся в стержнях и пластинках деформации изгиба. Строго говоря, изгибными называют только волны, длина волны которых много больше толщины стержня или пластинки. В случае, если длина изгибной волны сравнима с толщиной стержня или пластинки, характер её распространения становится значительно более сложным и такую волну уже не называют изгибной.
В стержне изгибные волны могут распространяться только вдоль его направления. В пластинках направление изгибных волн может быть произвольным в плоскости пластинки. При распространении изгибных волн отклонение частиц происходит в направлении, перпендикулярном направлению распространению, таким образом изгибные волны являются поперечными.

## Математическое описание
Линейная изгибная волна описывается дифференциальным уравнением в частных производных четвёртого порядка вида
{\displaystyle \rho {\frac {\partial ^{2}u}{\partial t^{2}}}+ER^{2}{\frac {\partial ^{4}u}{\partial z^{4}}}=0}
в случае стержня и
{\displaystyle \rho {\frac {\partial ^{2}u}{\partial t^{2}}}+{\frac {Eh^{2}}{12(1-\sigma ^{2})}}\Delta ^{2}u=0}
в случае пластинки. Здесь использованы следующие обозначения: {\displaystyle t} — время, {\displaystyle z} — координата вдоль оси стержня, {\displaystyle \Delta } — двумерный оператор Лапласа по координатам плоскости пластинки, {\displaystyle u} — смещение элементов стержня или пластинки, {\displaystyle \rho } — плотность материала, {\displaystyle E} — модуль Юнга, {\displaystyle \sigma } — коэффициент Пуассона, {\displaystyle R} — радиус инерции поперечного сечения стержня относительно оси, перпендикулярной плоскости изгиба и проходящей через нейтральную поверхность, {\displaystyle h} — толщина пластинки.
Из уравнений можно получить выражения для фазовых скоростей изгибных волн частоты {\displaystyle \omega }. Для стержня она равна
{\displaystyle v_{p}=\left({\frac {ER^{2}}{\rho }}\right)^{\frac {1}{4}}\omega ^{\frac {1}{2}}}
а для пластинки:
{\displaystyle v_{p}=\left({\frac {Eh^{2}}{12\rho (1-\sigma ^{2})}}\right)^{\frac {1}{4}}\omega ^{\frac {1}{2}}}
Можно показать, что эти скорости значительно меньше фазовой скорости продольных волн. Также видно, что изгибные волны подвержены дисперсии: при увеличении частоты их фазовая скорость увеличивается (аномальная дисперсия). Термин «аномальная» заимствован из оптики. Там в прозрачных средах фазовая скорость растёт с увеличением длины волны (уменьшением частоты). В случае изгибных волн в стержне дисперсия обусловлена границами среды (не свойствами). При уменьшении длины волны растёт кривизна изгиба из-за чего растёт и сила упругости и соответственно фазовая скорость.
(см. учебник автор Исакович)
. Групповая скорость изгибных волн связана с фазовой простым соотношением:
{\displaystyle v_{g}=2v_{p}}

## Примеры
Примерами изгибных волн могут служить стоячие волны, возбуждаемые при ударе камертона, в деках музыкальных инструментов и в диффузорах громкоговорителей. Вибрации тонких стенок корпусов самолётов, автомобилей, перекрытий и стен здания и т. п. также являются примером изгибных волн.